# Dealu (Harghita)
Dealu (veraltet Rus oder Rusomontan; ungarisch Oroszhegy) ist eine Gemeinde im Kreis Harghita, in der Region Siebenbürgen in Rumänien.

## Geographische Lage

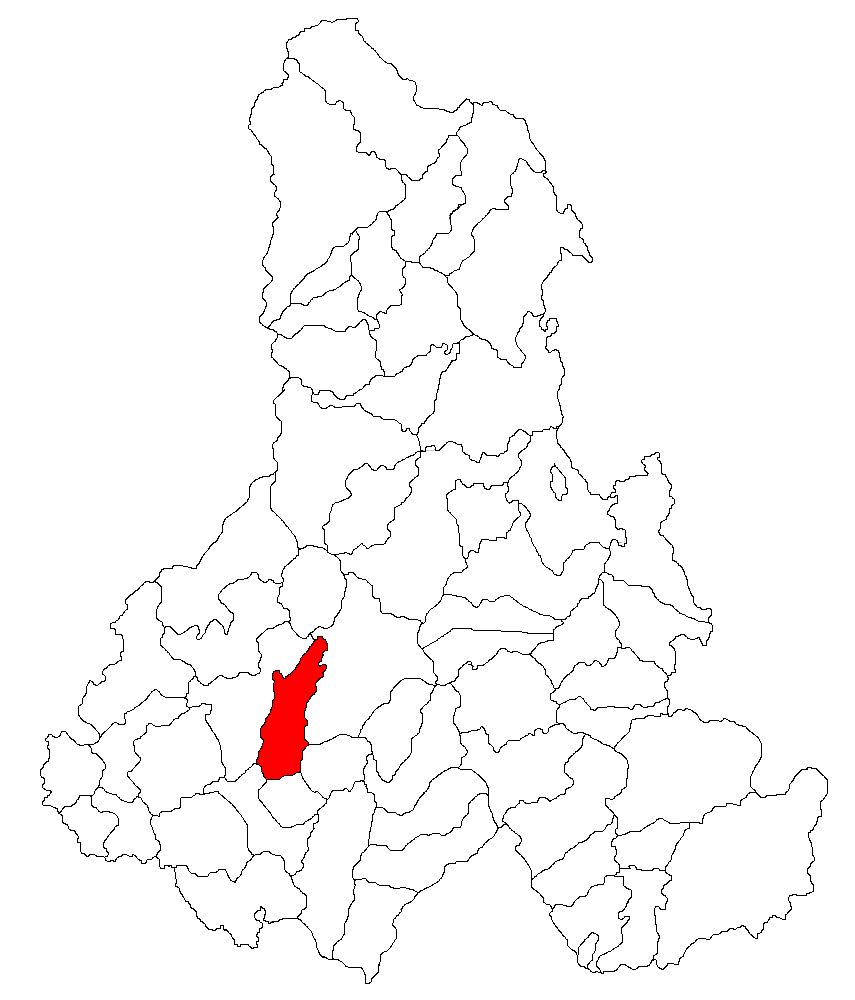
Lage der Gemeinde Dealu im Kreis Harghita

Die Gemeinde Dealu liegt im Osten Nordsiebenbürgens in den Südwestausläufern des Harghita-Gebirges – ein Teilgebirge der Ostkarpaten – in der historischen Region Szeklerland. In der Südhälfte des Kreises Harghita im Tal des Baches Bosnyak, ein rechter Nebenfluss der Târnava Mare (Große Kokel) und der Kreisstraße (drum județean) DJ 134A liegt der Ort Dealu zehn Kilometer nördlich der Stadt Odorheiu Secuiesc (Oderhellen) und etwa 55 Kilometer westlich von der Kreishauptstadt Miercurea Ciuc (Szeklerburg) entfernt.

## Geschichte
Der mehrheitlich von Szeklern bewohnte Ort Dealu wurde erstmals 1334 urkundlich erwähnt.
Auf dem Gebiet des Gemeindezentrums wird auf der Anhöhe Deskö, bei Cetatea Macului (ungarisch Mákvár) vier Kilometer nordöstlich von Dealu, laut dem Verzeichnis historischer Denkmäler des Ministeriums für Kultur und nationales Erbe (Ministerul Culturii și Patrimoniului Național) eine Wehrburg der Bronzezeit erwähnt. Zwischen den Anhöhen Tăietura (Vészdomb) und Balta Tăieturii (Vészmocsár) wird ein Erdwall erwähnt, wobei G. Téglás der Meinung ist, dass dieser der Römerzeit zugeordnet werden kann. Bei Dealul Mănăstirii (ungarisch Kápolnadomb) befindet sich ein runder Wachturm mit einem Durchmesser von acht Meter und wird der Römerzeit zugeordnet.
Auch auf dem Areal des eingemeindeten Dorfes Tibod (ungarisch Tibód) wird ein Wachturm und 826 Münzen der Römerzeit zugeordnet.
Zur Zeit des Königreichs Ungarn gehörte Dealu dem Stuhlbezirk Udvarhely in der Gespanschaft Udvarhely (rumänisch Comitatul Odorhei), anschließend dem historischen Kreis Odorhei und ab 1950 dem heutigen Kreis Harghita an.

## Bevölkerung
Die Bevölkerung der Gemeinde Dealu entwickelte sich wie folgt:
| Volkszählung | Volkszählung | Ethnische Zusammensetzung | Ethnische Zusammensetzung | Ethnische Zusammensetzung | Ethnische Zusammensetzung |
| Jahr         | Bevölkerung  | Rumänen                   | Ungarn                    | Deutsche                  | andere                    |
| ------------ | ------------ | ------------------------- | ------------------------- | ------------------------- | ------------------------- |
| 1850         | 3.304        | 2                         | 3.266                     | -                         | 36                        |
| 1930         | 4.547        | 9                         | 4.492                     | 5                         | 41                        |
| 1956         | 4.600        | 17                        | 4.557                     | 3                         | 23                        |
| 2002         | 3.906        | 15                        | 3.863                     | -                         | 28                        |
| 2011         | 3.907        | 16                        | 3.855                     | -                         | 36                        |
| 2021         | 4.104        | 20                        | 3.920                     | 2                         | 162 (42 Roma)             |

Seit 1850 wurde auf dem Gebiet der Gemeinde die höchste Einwohnerzahl (4.848) und die der Magyaren (4.791) und der Roma (45) 1941 ermittelt. Die höchste Anzahl der Rumänen wurde 1956 und die der Rumäniendeutschen 1930 registriert.

## Sehenswürdigkeiten
- In Dealu die katholische Kirche wurde nach unterschiedlichen Angaben 1748 oder 1770[3] errichtet und wurde von 1937 bis 1940 vergrößert.[7] Die große Glocke wurde 1898 gefertigt.[3]
- Im eingemeindeten Dorf Sâncrai (Székelyszentkirály) die katholische Kirche[8] 1798/99 errichtet, hat ein steinernes Sakramentshäuschen und das Taufbecken stammen aus einer früheren Kirche, die beim Tatareneinfall zerstört wurde.[3]

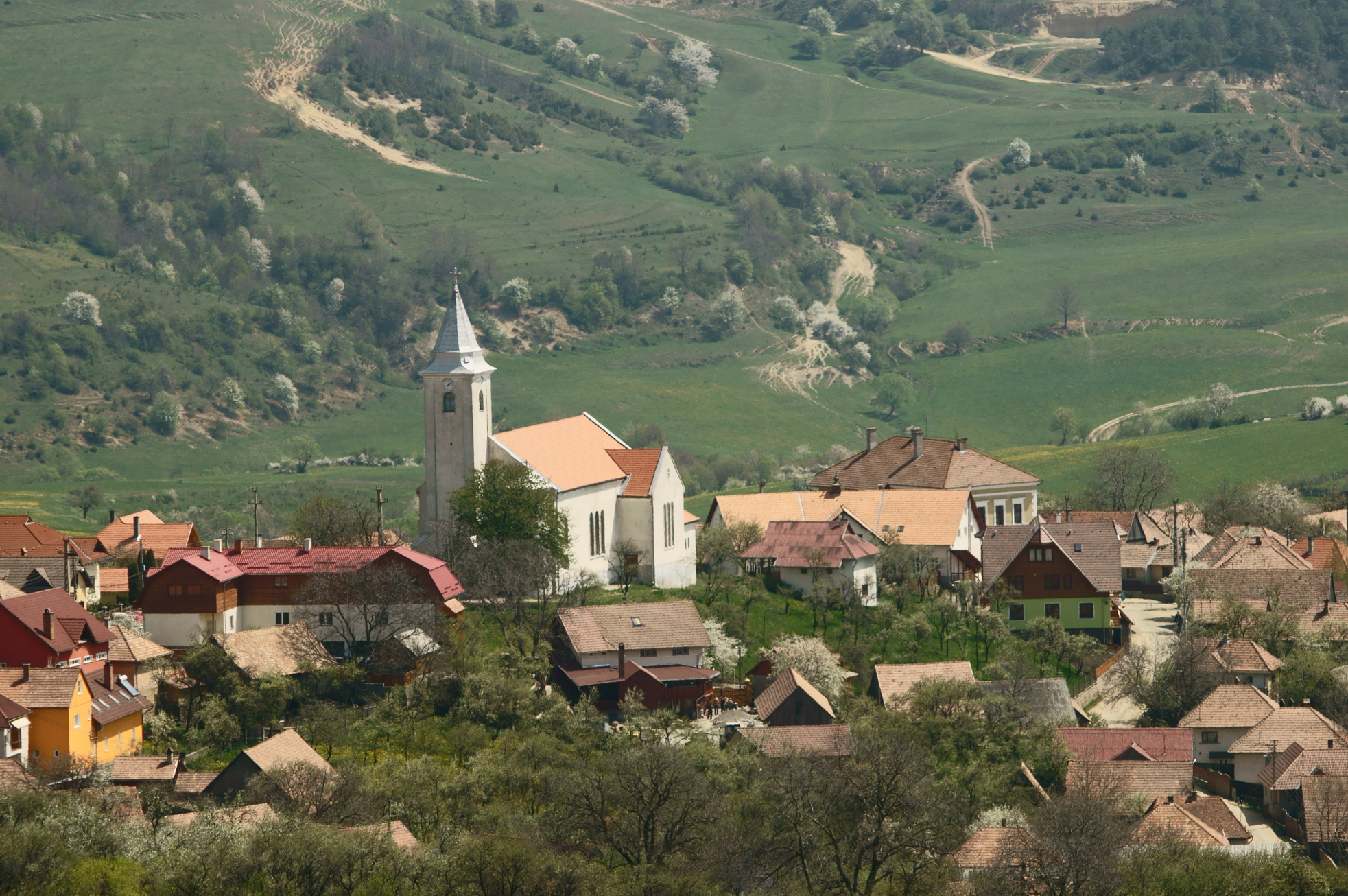
Blick auf Dealu
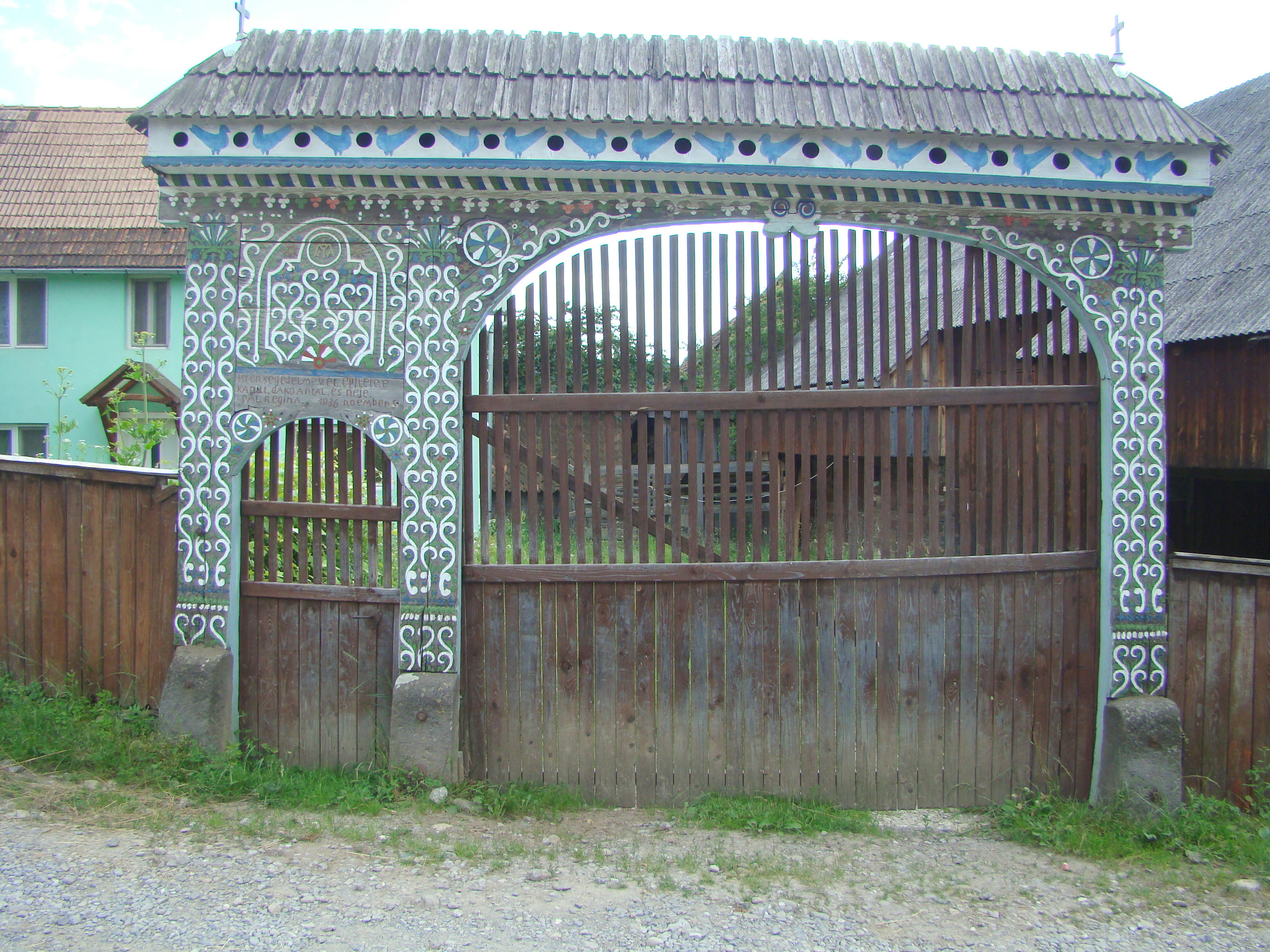
Szeklertor in Tibor
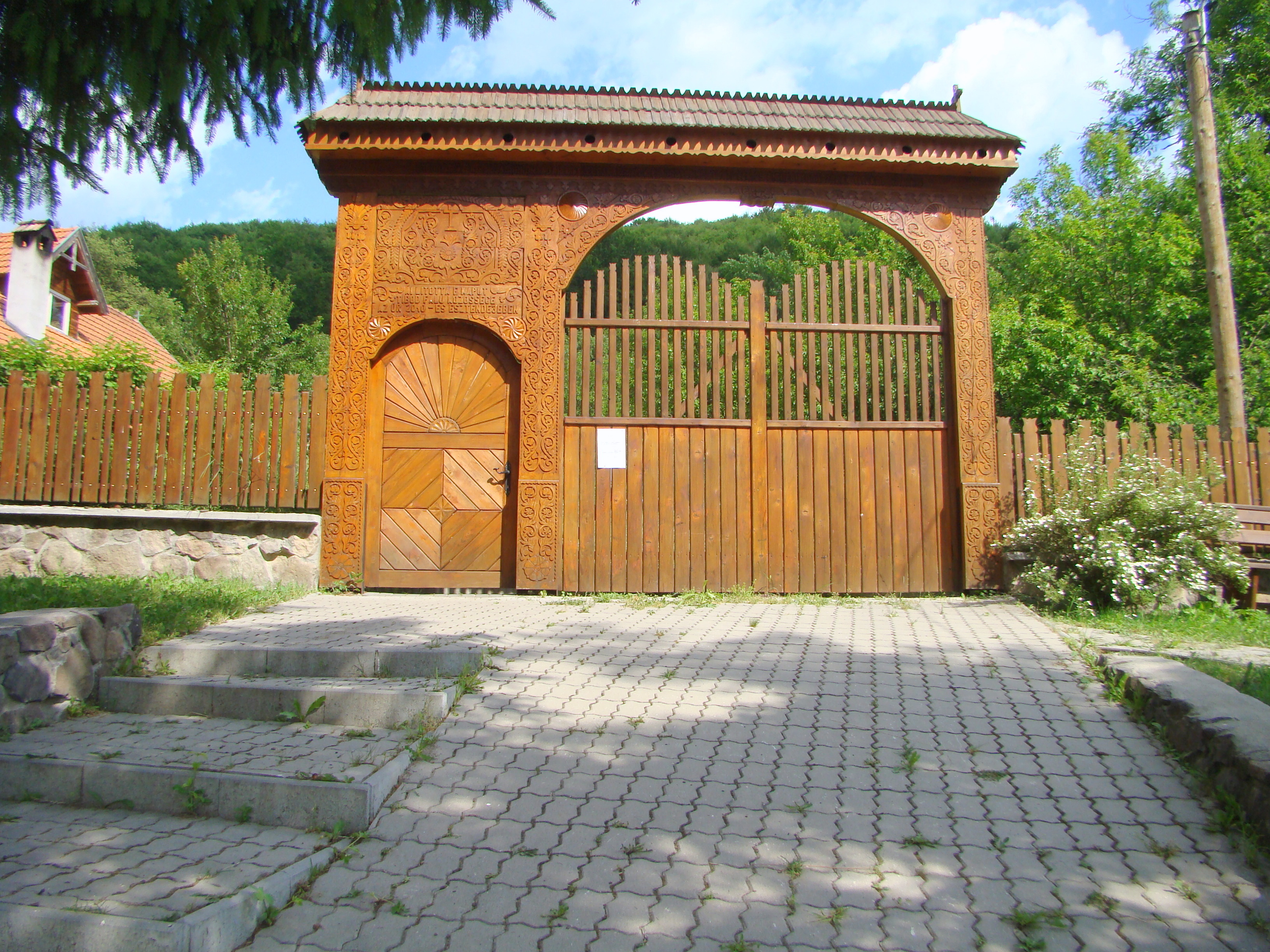
Szeklertor in Tibor